# 塩町 (浜松市)
塩町（しおまち）は静岡県浜松市中央区の町名。丁番を持たない単独町名である。住居表示未実施。

## 地理
県居地区の北東部に位置する。東で海老塚町、西で元魚町、南で成子町、北で旅籠町及び平田町と接する。

### 学区
- 浜松市立県居小学校
- 浜松市立西部中学校

## 歴史
塩町は江戸時代の浜松宿下における宿駅制度のための御役町（おやくまち）のうちの1町であったことに端を発する。塩町は連尺町とともに1712年（正徳2年）に御役町に指定された。

### 町名の由来
江戸時代に塩商人たちがこの辺りの地に多くいたことに由来する。

### 沿革
- 1882年（明治15年） - 塩町から浜松塩町に町名変更を行う。
- 1889年（明治22年）4月1日 - 町村制の施行により、敷知郡浜松塩町が周辺の町村と合併して敷知郡浜松町となる[WEB 7]。旧町名は浜松町の大字として残る[書籍 3]。
- 1896年（明治29年）4月1日 - 郡制の施行により、浜松町の所属郡が浜名郡に変更となる。
- 1911年（明治44年）7月1日 – 浜松町が市制施行して浜松市となる。
- 1925年（大正14年）5月1日 -  地籍整理により、大字塩から塩町に町名変更を実施。また、一部を元魚町及び成子町に割譲するとともに大字海老塚の一部を編入[書籍 4]。
- 2007年（平成19年）4月1日 - 浜松市が政令指定都市となる。塩町は中区の一部となる。
- 2024年（令和6年）1月1日 - 浜松市の行政区再編により、塩町は中央区の一部となる。

## 交通

### 道路
- 国道257号（東海道）

## その他

### 警察
警察の管轄区域は以下の通りである。
| 番・番地等 | 警察署         | 交番・駐在所 |
| ---------- | -------------- | ------------ |
| 全域       | 浜松中央警察署 | 東伊場交番   |

### 消防
消防の管轄区域は以下の通りである。
| 番・番地等 | 消防署   | 本署/出張所 |
| ---------- | -------- | ----------- |
| 全域       | 中消防署 | 鴨江出張所  |

### 書籍
1. ↑  『わが町文化誌 学びの里祈りの丘』浜松市立県居公民館、2000年4月25日、231頁。
2. ↑  『わがまち文化誌 学びの里 祈りの丘』浜松市県居公民館、2000年4月25日、285頁。
3. ↑  『浜松市史 三』浜松市役所、1980年3月26日、177頁。
4. ↑  『浜松市史 三』浜松市役所、1980年3月26日、354,356頁。

### WEB
1. ↑  “h02_22.csv”.   総務省 (2022年2月10日). 2024年10月4日閲覧。
2. ↑  “chuouku_menseki.xlsx”.   浜松市 (2024年3月12日). 2024年10月4日閲覧。
3. ↑  “静岡県 浜松市中央区 塩町の郵便番号 - 日本郵便”.   日本郵便. 2025年2月15日閲覧。
4. ↑  “市外局番の一覧”.   総務省 (2022年3月1日). 2024年6月18日閲覧。
5. ↑  “事業所案内及び管轄地域（事務所3件、分室3件）”.   一般社団法人静岡県自動車会議所. 2024年6月18日閲覧。
6. ↑  “住居表示実施状況／浜松市”.   浜松市 (2024年1月4日). 2024年6月18日閲覧。
7. ↑  “historyofcities.pdf”.   静岡県総務部合併推進室・財団法人静岡県市町村振興協会. 2024年10月11日閲覧。
8. ↑  “東伊場交番｜静岡県警察”.   静岡県警察 (2024年1月1日). 2024年6月18日閲覧。
9. ↑  “消防署の町別管轄「し」／浜松市”.   浜松市 (2024年3月21日). 2024年6月18日閲覧。